# Lágrimas en la lluvia

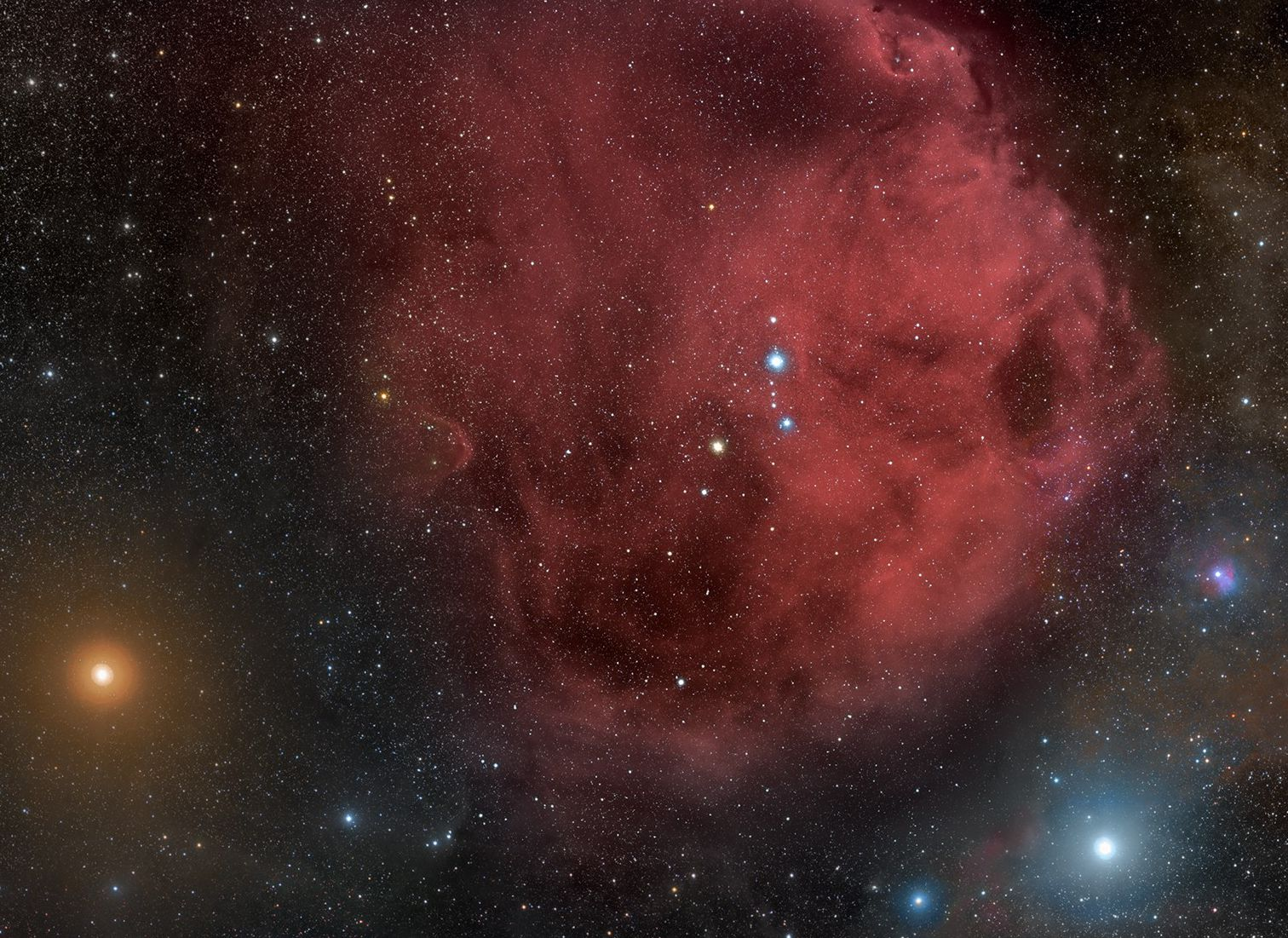
Asterismo conocido como los hombros de Orión. A la izquierda, la estrella Betelgeuse, y en la parte inferior derecha, Bellatrix.

«Lágrimas en la lluvia» es el nombre con el que se conoce el monólogo final del replicante Roy Batty (interpretado por Rutger Hauer) en la película Blade Runner (1982), de Ridley Scott. Escrito en sus versiones iniciales por David Webb Peoples, fue parcialmente modificado por el propio Hauer la noche antes de filmar. Ha sido considerablemente analizado e influyente en el mundo de la literatura y de la ciencia ficción. El extracto del monólogo también aparece como parte de «Tears in Rain», última pista de la banda sonora oficial de la película, compuesta por Vangelis.

## Monólogo final de Roy Batty
Momentos antes de morir, el replicante Roy Batty dice a Rick Deckard, mientras llueve torrencialmente:

I've seen things you people wouldn't believe. Attack ships on fire off the shoulder of Orion. I watched C-beams glitter in the dark near the Tannhäuser Gate. All those moments will be lost in time, like tears in the rain. Time to die.

Traducción literal

Yo he visto cosas que vosotros no creeríais. Naves de ataque en llamas más allá del hombro de Orión. Vi rayos-C brillar en la oscuridad cerca de la Puerta de Tannhäuser. Todos esos momentos se perderán en el tiempo, como lágrimas en la lluvia. Hora de morir.

Doblaje original para España

Yo he visto cosas que vosotros no creeríais. Atacar naves en llamas más allá de Orión. He visto rayos-C brillar en la oscuridad cerca de la Puerta de Tannhäuser. Todos esos momentos se perderán en el tiempo, como lágrimas en la lluvia. Es hora de morir.

Doblaje original para Hispanoamérica

He hecho cosas que ustedes las personas no podrían ni imaginar. Ataqué naves con fuego en las colonias interplanetarias. He visto estrellas brillar en la noche con mil colores. Todos esos momentos se perderán en el tiempo, igual que el llanto en la lluvia. Es tiempo de morir.

Redoblaje para Hispanoamérica en 2003

He visto cosas que ustedes nunca hubieran podido imaginar. Naves de combate en llamas en el hombro de Orión. He visto relámpagos resplandeciendo en la oscuridad cerca de la entrada de Tannhäuser. Todos esos momentos se perderán en el tiempo, igual que lágrimas en la lluvia. Llegó la hora de morir.

Aunque las versiones iniciales del monólogo fueron escritas por David Webb Peoples, la forma final en la que aparece en la película contó además con la aportación del actor Rutger Hauer, quien la noche antes de rodar eliminó algunas líneas del guion original y agregó «will be lost in time, like tears in rain», pues las del guion le parecían demasiado extensas para ese momento. Otras versiones alternativas del soliloquio fueron rodadas, aunque esta fue la que se mantuvo en el montaje finalmente estrenado.

## Versiones previas
Respecto a las versiones previas, en el borrador del guion de Hampton Fancher el 24 de julio de 1980 no aparecía ningún monólogo de Batty, aunque sí pronunciaba la línea «It's time to die» para burlarse de Deckard durante la pelea. Tras apartarse a Fancher del proyecto, en la reescritura del guion realizada por David Peoples hacia el 15 de diciembre de 1980, el monólogo era el siguiente:

I’ve known adventures, seen places you people will never see, I’ve been Offworld and back… frontiers! I’ve stood on the back deck of a blinker bound for the Plutition Camps with sweat in my eyes watching stars fight on the shoulder of Orion… I’ve felt wind in my hair, riding test boats off the black galaxies and seen an attack fleet burn like a match and disappear. I’ve seen it, felt it…!

La versión del monólogo para los guiones del 23 de febrero y del 15 de mayo de 1981, escrita por David Peoples, fue:

I’ve seen things… seen things you little people wouldn’t believe. Attack ships on fire off the shoulder of Orion bright as magnesium… I rode on the back decks of a blinker and watched C-beams glitter in the dark near the Tannhäuser Gate. All those moments… they’ll be gone.

A partir de esta versión de Peoples, Hauer construiría la versión final del monólogo.

## La Puerta de Tannhäuser
Durante el monólogo el replicante Roy Batty hace una referencia a una ficticia «Puerta de Tannhäuser». El nombre de ese lugar, conocido en inglés como «Tannhäuser Gate» (también escrito como «Tannhauser Gate» y «Tanhauser Gate») no es explicado en la película. Posiblemente deriva de la ópera de Richard Wagner sobre la leyenda del caballero y poeta medieval alemán Tannhäuser. El término ha sido vuelto a usar en otros subgéneros de ciencia ficción. En la película Soldier (1998), también guionizada por David Peoples y considerada una secuela no oficial de Blade Runner, el registro de servicio del Sargento Todd 3465 muestra las batallas en las que ha participado, figurando la de la Puerta de Tannhäuser y la del Hombro de Orión, las cuales también lleva tatuadas en el brazo.
Joanne Taylor, en un artículo sobre film noir y su epistemología, habla sobre la relación entre la ópera de Wagner y la referencia de Batty, y sugiere que Batty se alinea con el Tannhäuser de Wagner, un personaje que ha caído en desgracia con hombres y con Dios. Tanto el hombre como Dios, como ella afirma, son personajes cuyo destino está más allá de su propio control.

## Crítica

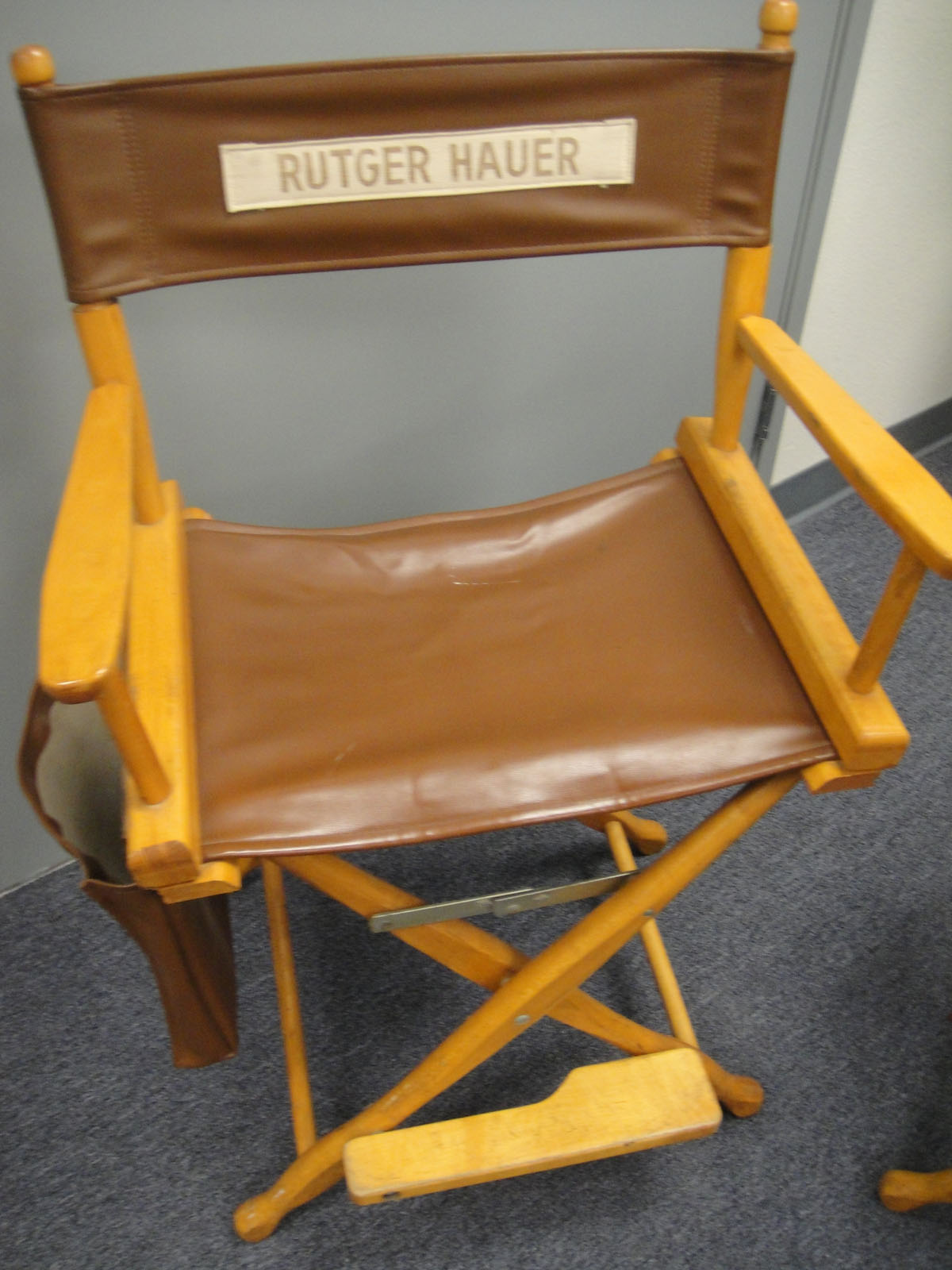
Silla de Hauer durante la producción de Blade Runner.

Sidney Perkowitz, escritor del Hollywood Science, alabó el monólogo diciendo: «Si hay un gran discurso en el cine de ciencia ficción, es el de las palabras finales de Batty». También indica que «subraya las características humanas del replicante, mezcladas con sus capacidades artificiales».
Jason Vest, en Future Imperfect: Philip K. Dick at the Movies, valoró la escena señalando: «La diestra interpretación de Hauer roba el aliento con su suave evocación de recuerdos, experiencias y pasiones que han guiado la breve vida de Batty».
Aunque no llegó a ver la película debido a su fallecimiento, el escritor Philip K. Dick —autor de la novela ¿Sueñan los androides con ovejas eléctricas?, en la que se basó la película— alabó el trabajo de escritura de David Peoples en esta escena tras leer el borrador de febrero de 1981 —el guion de rodaje— donde ya aparecía gran parte del monólogo que finalmente se filmaría:

«[David Peoples] hizo una cosa que me hizo llorar y no está en mi libro [...] Era una escena entre Roy Batty y Rick Deckard [...] Cómo tomar esa escena, retener la confrontación, y con todo saber manejarla artísticamente [...] la revisó de forma sustancial, y me conmovió hasta las lágrimas».
—Philip K. Dick, acerca de la escena tal y como aparecía en el guion de rodaje

## En la cultura popular

#### En música
- Cuando el medio hermano de David Bowie, Terry Burns, se suicidó en 1985, la nota adjunta a las rosas que Bowie (fan de Blade Runner)[13] envió a su funeral decía: «Has visto más cosas de las que nosotros podemos imaginar, pero todos estos momentos se perderán, como lágrimas arrastradas por la lluvia. Dios te bendiga —David».[14]
- El tema instrumental «Tears in the Rain» de Joe Satriani está inspirado en el soliloquio de Batty.
- El músico electrónico inglés Zomby samplea el monólogo de Batty en el tema «Tears in the Rain», de su álbum Where Were U in '92? (2008).
- La canción «RM486» interpretada por Rose McGowan comienza con el texto íntegro de este monólogo antes de empezar con la letra original de la canción.
- La canción «Love Missile F1-11» de Sigue Sigue Sputnik contiene las palabras «I've seen things you people wouldn't believe».
- La canción «Like Tears in Rain» de la banda de electrónica Covenant hace un homenaje a las palabras de Roy Batty.
- El tema «Lost Like Tears in Rain» de la banda Fightstar hace también referencia en el título al monólogo de Batty.
- La canción «Attack Ships on Fire» del grupo de rock industrial Revolting Cocks hace referencia al monólogo.
- El tema «Expiration Date» de la banda Fear Factory parafrasea las palabras de Roy Batty, entre otras líneas del film.
- La canción «We Lived a Lifetime» de Magdelayna contiene un sample del monólogo de Batty.
- La canción «L'ultimo omino» ("El último hombre"), escrita e interpretada por el cantautor italiano Claudio Baglioni, incluida en su álbum Io sono qui (CBS, 1995), incluye el texto íntegro del monólogo en su versión italiana, narrada a gran velocidad según ritmo y compás de la propia canción, a modo de epílogo.
- La canción «Promesas que no valen nada», compuesta por Iván Ferreiro e interpretada en 1995 por el grupo Los Piratas, cita en sus versos: «Promesas que se perderán en estas cuatro paredes, como lágrimas en la lluvia se irán».
- La canción «Una inquietud persigue mi alma» que aparece en el disco Val Miñor - Madrid Historia y cronologia del mundo, interpretado por Iván Ferreiro, cita en sus versos: «Y aquella antena que puse para oírte no me funcionó, la puerta de Tannhäuser se cerró detrás de mí».
- La canción «Boig per tu», del grupo español en idioma catalán Sau, dice en una de sus estrofas: «Quan no hi siguis al matí / les llàgrimes es perdran / entre la pluja / que caurà avui» («Cuando no estés en la mañana / las lágrimas se perderán / entre la lluvia / que caerá hoy»); un guiño al monólogo de Roy Batty.[15]
- En el doble LP titulado Maldita sea mi suerte del grupo orensano de rock Los Suaves se puede escuchar la voz de Yosi decir: «Al final todo se diluye en el tiempo como lágrimas en la lluvia. Soy libre, soy libre, soy libre...».
- El quinto álbum de estudio del cantautor Ismael Serrano lleva por nombre Naves ardiendo más allá de Orión.
- La canción «Roy Batty» de Mitsuruggy lleva el nombre del replicante y está inspirada en su monólogo final. En la obra del madrileño son habituales las referencias al cine y literatura.
- La canción «Maniquís & Plástico» del álbum Pasión de talibanes del grupo Los Chikos del Maíz hace referencia a la escena final, al decir: «Es toda una experiencia vivir con miedo, ¿verdad? Eso es lo que significa ser esclavo».
- «Nexus-6», canción del segundo trabajo del grupo español Third Dim3nsion, habla de este momento y está inspirada en la vida de los replicantes.[16]
- «La hoz y el Martini», canción del álbum Crucificados por el antisistema (2012), tercer disco del grupo vasco-navarro Lendakaris Muertos, usa este monólogo para parodiar el movimiento del 15 de mayo: «He visto cosas que nunca creeríais, brillar miles de iPhones en la Puerta del Sol».
- En la seria animada Hora de Aventura en el episodio 22 de la cuarta temporada BMO hace referencia un fragmento del monólogo de Roy Batty  BMO afirma que si se borra su memoria, todos los recuerdos se desvanecerán como lágrimas en el horno. Aunque BMO la dice incorrectamente. Cabe decir que los recuerdos se desvanecen como lágrimas bajo la lluvia.

#### En literatura
- La novela Río de fuego azul (segundo libro de la saga Otherland), de Tad Williams, homenajea el monólogo de Batty.
- Lágrimas en la lluvia es el título de una novela de Rosa Montero, inspirada en Blade Runner, como se referencia en la trama de la misma.[17]
- Un libro de Juan Manuel de Prada lleva por título Lágrimas en la lluvia. Cine y literatura. En el mismo recopila artículos sobre literatura y cine. De Prada presentó también el programa de debate cultural Lágrimas en la lluvia, emitido en Intereconomía Televisión.
- La novela Los ojos del perro siberiano, de Antonio Santa Ana, hace referencia al monólogo.
- La novela Territorio comanche, de Arturo Pérez-Reverte, también hace referencia a las palabras de Roy Batty.
- El actor Rutger Hauer tituló su autobiografía con el nombre de All Those Moments: Stories of Heroes, Villains, Replicants, and Blade Runners.[18]
- En la novela Herejes, de Leonardo Padura, se reproduce el discurso de Batty.